# Diaea albicincta
Diaea albicincta là một loài nhện trong họ Thomisidae.
Loài này thuộc chi Diaea. Diaea albicincta được miêu tả năm 1883 bởi Pavesi.